# Daniel Osorno
Daniel Osorno Calvillo (ur. 16 marca 1979 w Guadalajarze) – meksykański piłkarz występujący najczęściej na pozycji napastnika, obecnie zawodnik Puebli.
Jest bratem bliźniakiem Omara Osorno, innego meksykańskiego piłkarza.